# しっぽの釣り
しっぽの釣り（しっぽのつり）は、日本の民話（昔話）の一つ。「動物対戦」「動物葛藤」譚に分類される。
動物が「冬の寒い夜に自分のしっぽを水に垂らして釣りをするとたくさん魚が獲れる」というでたらめを信じ実行した結果、しっぽが水面ごと凍りつき身動きが取れなくなってしまい、その結果しっぽが切れてしまったり、人間に殺されてしまったりするなどの災難に遭うという話である。このモチーフは日本のみならず海外の寓話や物語にも登場しており、大陸部の寒冷な地域を中心として世界中に広く分布している。

## 日本国内における類話の型
日本国内に伝承されている話の多くは以下の4種に分類することができる。ただし型の名称は記事編集者による便宜上の仮名を含む。

### 仕返し型
狐がカワウソに魚をごちそうされるが、カワウソを招く番になると、今夜は天守りだ、今夜は地守りだなどとごまかしていつも振る舞わない。それに怒ったカワウソは、狐に魚の獲り方を聞かれた際、寒い夜川にしっぽをつけて釣れと嘘を教える。早速教えられたようにして釣ると、夜が更けるにつれて川とともにしっぽが凍り始めるが、狐はその感覚を魚がしっぽにかかったのだと勘違いする。明け方になるとしっぽはすっかり凍りつき、身動きが取れなくなる。そこへやって来た人間から逃げようとするときに無理に引っ張ったので、しっぽは千切れてしまった。特に「カワウソと狐」などの名称でも広く知られている。
互いにごちそうをし合うという発端部を持たないなど、仕返しの要素が薄い、あるいは持たない類話も存在する。

### 人間と動物型
悪さをする狐に困った人間が、しっぽを池に垂らすと魚が釣れると欺く。そしてしっぽが凍りついて動けないでいるところを捕まえたり、殺してしまったりする、というもの。
「彦一ばなし」にもこれに該当する説話が存在する。

### 由来譚型
狐が猿に対し、しっぽを池に垂らすと魚が釣れると欺く。しっぽは凍りつき、無理に引っ張るとしっぽが根元から切れてしまう。それ以来猿のしっぽは短くなった、という由来を語るもの。
釣りをする動物は猿のほか、熊や兎などとする報告例もあり、いずれもしっぽの短さの由来について語られている。

### 魚泥棒型
雪道で死んだふりをしている狐。通りがかった魚屋の車に拾い上げられるが、狐は荷の魚を盗んで逃げる。魚を食べている狐を見て、どうやって魚を得たのか熊が尋ねると、狐は寒い夜に川にしっぽをつけて釣ったのだと答える。熊が教えられたようにして釣ると、しっぽが凍りついて切れてしまった。日本国内での報告例は少ない。

## 具体例

### アニメーションテレビ番組『まんが日本昔ばなし』版
空腹の狐がカワウソに魚を食べさせてもらい、魚の捕り方を教わろうとするが、カワウソはしっぽで釣りをするといいと騙す。カワウソに騙された狐は氷が張った湖に穴を見つけ、冷たいのを我慢してしっぽを垂らした。だんだん湖の氷が凍ってきて、狐のしっぽは厚い氷で固まってしまう。しかしそれを大きな魚だと思った狐は力一杯引っ張ると、しっぽはちぎれてしまった。

## 国内外における関連類話
世界の各民族から報告されている類話の多くは、騙される側が狼または熊、騙す側が狐となっているのに対し、日本国内の多くの類話は登場する動物が話によって様々であるという点で大きな相違がある。

### 狐物語
中世フランスで生まれた『狐物語』には、主人公の狐が狼を欺いてしっぽで釣りをさせるという篇が存在する。物語の展開は前項の「魚泥棒型」にほぼ等しい。

### 伊曾保物語
16世紀に翻訳された『天草版伊曾保物語』には、しっぽに籠や樽を結び付けて川へ垂らすと魚が獲れると狼に教えた狐が、魚の代わりに石を詰め込み動けなくするという話が存在する。結氷によらないこの話型は特に「籠引き型」などと呼ばれる。フィンランドの民俗学者カールレ・クローンは、凍結型のほうが籠引き型よりも古い型だとし、発生源は北欧からであるとしている。

### アイヌ文化
アイヌのウエペケレ（昔話）のうち、日本本土の「正直爺さんとよくばり爺さん」にあたる「パナンペとペナンペ」には、「パナンペが川氷に穴をあけ、そこに陰茎を差し込んでいたらさまざまな魚が寄ってきて、大漁になった。話を聞いたペナンペが真似をして川氷の穴に陰茎を差し込んだが、欲張って大物を狙ううちに川氷が凍りついてしまい、身動きが取れなくなる。あわてた彼の妻が氷を割ろうとして、手元が狂って陰茎を切り落としてしまう。ペナンペは離縁され、さびしく死んだ」という、よく似た内容の一話がある。

## モチーフとした芸術作品

### オペラ
- 『ちゃんちき』- 團伊玖磨作曲、水木洋子脚本のオペラ。狐の親子が登場し、父親狐が獺に騙される。

### 合唱曲
- 『きつねとかわうそ』 - 坪田譲治作詞、菅野浩和作曲の女声合唱曲。